# KING BROTHERS
KING BROTHERS（キング・ブラザーズ）は、日本のロックバンド。兵庫県西宮市出身。略称は「キンブラ」。

## メンバー
- ケイゾウ（松尾佳三）（1979年1月7日 - ） - ギター・ボーカル
  - 唾を吐くようなボーカルが特徴。

- マーヤ（小山雅史）（1976年11月5日 - ） - ギター・スクリーム
  - マイクをくわえ込んだままのスクリーム、客席にダイブするなど、激しいパフォーマンスを行う。

- ゾニー - ドラム
  - ジェイソンのマスクを被っている。

### 元メンバー
- 北浦大輔 - ギター
  - 脱退後、MVのアニメーション作画を担当

- 川崎 - ドラム
- 藤本順 - ドラム（一時期は「ヘアー」も担当）
- 和田シンジ - ドラム
  - 2006年にDMBQに加入。

- 米田ケンタ - ドラム
- 林田リンダ - ドラム
- シンノスケ（須方真之介）（1979年3月24日 - ） - ベース
- タイチ（高野太一）（1981年4月19日 - ） - ドラム

## 略歴
1998年結成。2001年に東芝EMIからメジャー・デビュー。2003年のアルバム『13』発売後にメジャー契約を解除。その直後にドラマーの藤本順が脱退し、サポートドラマーとして和田シンジ（巨人ゆえにデカイ）が参加。2005年に和田がサポートを離脱し、ドラマーの林田リンダが加入。2006年にマーヤの骨折、林田の脱退といったトラブルが相次ぎ、ライブ活動休止を発表。
2007年にバンド史上初となるベーシストも含めた新メンバーを加え活動再開。2011年にビクターエンタテイメントから再メジャー・デビュー。2013年にシンノスケ、タイチが脱退を発表し、一時活動休止。2014年にドラマーのゾニーが加入し活動再開。

## ディスコグラフィー

### その他
| 発売日         | タイトル | 規格品番   | 収録曲                                                                  |
| -------------- | --- | ---------- | ----------------------------------------------------------------------- |
| 1999年4月25日  | オムニバス「MERKEEY BEAT V.A」                                                                                  | FK-006     | 1.スーパーX / KING BROTHERS 10. 愚痴たれんなよ / KING BROTHERS          |
| 2003年3月19日  | エレファントカシマシトリビュート「花男」                                                                        | BFCA-83510 | 9.男は行く / KING BROTHERS                                              |
| 2004年6月23日  | DVD「that summer feeling」                                                                                      | UMBK-9101  | 6. ☆☆☆ / KING BROTHERS 7. スパイボーイズ / KING BROTHERS                |
| 2004年8月8日   | オムニバス「ロッケンロー・サミット」(CD+DVD)                                                                    | WHOR-6     | 13. D.K.D.K. / KING BROTHERS                                            |
| 2004年10月2日  | DVD「GALACTiKA 06」                                                                                             | DGM-1006   | 5.ルル / KING BROTHERS 6.☆☆☆☆(星四つ) / KING BROTHERS                   |
| 2006年5月10日  | ニルヴァーナトリビュート「ALL APOLOGIES」                                                                       | UPCH-1489  | 9.Territorial Pissings / KING BROTHERS                                  |
| 2007年3月28日  | DVD「POWER STOCK」                                                                                              | RLBA-1002  | 12. 魂を売りとばせ! / KING BROTHERS                                     |
| 2009年3月25日  | セックスピストルズトリビュート「P・T・A! ~ピストルズ・トリビュート・アンセム~」                                 | PECA-44006 | 1.さらばベルリンの陽 - Holidays in the Sun / KING BROTHERS & 後藤まりこ |
| 2009年12月16日 | ボ・ディドリートリビュート「BO DIDDLEY TRIBUTE ALBUM GRAND - FROG STUDIO PRESENTS "HEY! BO - SLINGER!!"」       | DCRC-0067  | 8. ROAD RUNNNER                                                         |
| 2010年7月28日  | リロ・アンド・スティッチのロックカヴァーアルバム「ロック・スティッチ」                                          | AVCW-12789 | 10.Rubberneckin' / KING BROTHERS                                        |
| 2014年1月29日  | bloodthirsty butchersトリビュート「Yes, We Love butchers ～Tribute to bloodthirsty butchers～ Abandoned Puppy」 | CRCP-40357 | 7.JACK NICOLSON / KING BROTHERS                                         |

## ミュージックビデオ
| 監督                       | 曲名                                                                        |
| アベトシアキ(toshiaki abe) | 「JUDGEMENT MAN」「XXXXX」                                                  |
| 遠藤雄二                   | 「はじまりの朝」「消えうせろ」                                              |
| 小川直也                   | 「☆☆☆☆ (＠渋谷チェルシーホテル Ver.)」                                      |
| さいごうみちのり           | 「ドカドカ」                                                                |
| 丹羽貴幸                   | 「マッハクラブ」                                                            |
| Pandalira                  | 「Big Beat」「MONSTER」「Zeppelin (RED Ver.)」「ビックボス / マッハ倶楽部」 |
| 間宮YOKO                   | 「スパイボーイズ」                                                          |
| 山口保幸                   | 「1979」「Kill your idol」                                                  |

## 主なライブ

### ライブツアー
- KING BROTHERS日本征服ツアー（2000年）
- KING BROTHERS Tour 2003（2003年）
- 日本発狂 魅惑の深海パーティー（2004年）
- Lesson1,悪魔の暴力教室（あのデンジャラスビート講座、2004ページ目を弾きちぎれ）（2004年）
- 王様のあなたを血祭りにあげる百の方法（2005年）
- 悪魔のタイムトラベル 時を翔る最悪兄弟を追え!!（2005年）
- 地獄からの使者、破壊的ハードコアブルース奇跡の復活祭..四人の狂人伝説（2007年）
- 神戸埠頭 夜の爆音暴走俺の鉄馬グランプリ2007（2007年）
- 地獄の西宮ハードコアブルース vs 富田林の回転野郎 vs 恐怖のオーストラリア軍団x2（2007年）
- 王様のあなたを血祭りにあげる百の方法2007（2007年）
- 爆裂ブルース地獄!狂喜乱舞の発狂リリースパーティー!!（2007年）
- 2007→2008! 地獄のロックンロール頂上決戦!!皆殺しのオールナイト仮面舞踏会（2007年）
- ロックンロール博徒～東海道凶状旅！京都爆発編（2008年）
- 『KILL YOUR IDOL』 vol.3（2010年）
- KING BROTHERS presents 喧嘩記念日 「狂気の堕天使編」（2012年）
- 喧嘩記念日（2012年）
- KING BROTHERS presents 喧嘩記念日「神か悪魔か!? 死の奥義を見よ!! 編」（2012年）
- KING BROTHERS JAPAN TOUR 2013 ～BLOOD&SOUL～（2013年）
- KING BROTHERS 復活ライブ 「Are You Ready?」（2014年）
- キングブラザーズの魅惑の深海パーティ（2014年）
- KING BROTHERS presents 「喧嘩記念日5days×渋谷トウセンビル炎上」（2014年）
- LOSTAGE×KING BROTHERS「SOUL CRAZE TOUR」（2014年）
- KING BROTHERS VS 天才バンド（2014年）
- 凱旋記念&NEW BORN二周年突入"スペシャル・ライヴ"Are You Ready?（2015年）
- KING BROTHERS Presents ロックンロール十字軍（2015年）
- KING BROTHERS presents 「店内破壊ライブ 2015」（2015年）
- KING BROTHERS vs KILL YOUR KING BROTHERS 神戸編 ～王様のあなたを血祭りにあげる1000の方法～（2015年）
- パーフェクト皆殺し集会 2015 岡山編（2015年）
- KING BROTHERS presents 「喧嘩記念日5days×渋谷トウセンビル炎上2015」（2015年）
- ギターウルフ&キングブラザーズ presents 『HANS CONDOR JAPAN TOUR 2015 - "日米野獣戦線 骨までしゃぶれ!ツアー"』（2015年）
- 大阪Mチャンネル KING BROTHERS × THE SESELAGEES ～キンキラキンにセセらいで～（2015年）
- Rock'n'Roll INVASION （KiNGONS,忘れてモーテルズとの3マンツアー）（2019年）
- Rock'n'Roll INVASION Valentine Special（前回の2組に加え、沖縄からHELL型,HARAHELLSがゲスト参加）（2020年）

### 出演イベント
- 2000年08月13日 - ROCK IN JAPAN FESTIVAL 2000
- 2000年08月18日 - RISING SUN ROCK FESTIVAL 2000 in EZO
- 2001年05月05日 - スペースシャワー列伝 第2巻 ～咆哮の宴～
- 2001年08月05日 - ROCK IN JAPAN FESTIVAL 2001
- 2002年07月26日 - FUJI ROCK FESTIVAL '02
- 2002年08月17日 - RISING SUN ROCK FESTIVAL 2002 in EZO
- 2003年06月14日 - エレファントカシマシ"BATTLE IN KOBE"
- 2004年10月22日 - MINAMI WHEEL 2004
- 2005年08月19日 - RISING SUN ROCK FESTIVAL 2005 in EZO
- 2005年08月27日 - SET YOU FREE SUMMER FESTA 2005
- 2008年08月24日 - SET YOU FREE SUMMER FESTA 2008
- 2008年09月21日 - AOMORI ROCK FESTIVAL '08 ～夏の魔物～
- 2009年07月18日 - AOMORI ROCK FESTIVAL '09 ～夏の魔物～
- 2009年10月17日 - ミドリ 全国2マンツアー「初体験 VS ツアー」
- 2009年10月18日 - THE RODEO CARBURETTOR VANDALIZE TOUR
- 2010年08月06日 - ROCK IN JAPAN FESTIVAL 2010
- 2010年08月21日 - AOMORI ROCK FESTIVAL '10 ～夏の魔物～
- 2010年09月25日 - ガガガSP 野外フェスティバル 長田大行進曲
- 2010年10月05日 - SUZUDAMA'10
- 2010年11月14日 - MINAMI WHEEL 2010
- 2010年12月31日 - 平成22年度 KINDAMA～年越し音泉!謹賀魂～
- 2011年01月28日 - ツジユウヤ Presents 「Stabbing ROCK」
- 2011年05月04日 - COMIN'KOBE11
- 2011年05月14日 - ［Champagne］tour 2011 「I Wanna Go To Hawaii.」 ～いや、総長マジで～
- 2011年07月17日 - AOMORI ROCK FESTIVAL '11 ～夏の魔物～
- 2011年09月25日 - ガガガSP 野外フェスティバル 長田大行進曲 2011
- 2011年12月02日 - DOES Presents「Good Fellows!」
- 2012年04月21日 - KAIKOO POPWAVE FESTIVAL 2012
- 2012年05月05日 - COMIN'KOBE12
- 2012年06月22日 - RAW POWER 2012
- 2012年08月10日 - RISING SUN ROCK FESTIVAL 2012 in EZO
- 2012年09月08日 - OTODAMA'11-'12 ～音泉魂～
- 2012年09月22日 - AOMORI ROCK FESTIVAL '12 ～夏の魔物～
- 2012年11月18日 - KYOTO SUMMIT Vol.1
- 2012年12月15日 - SAVE THE NOON PUBLIC CAFE SPECIAL
- 2012年12月31日 - KINDAMA'12-'13～年越し音泉!謹賀魂～
- 2013年03月16日 - RAW POWER 2013
- 2013年05月04日 - TOWER RECORDS presents "MAVERICK KITCHEN VOL.5"
- 2013年06月08日 - SAKAE SP-RING 2013
- 2014年06月15日 - DUM-DUM PARTY2014
- 2014年07月21日 - AOMORI ROCK FESTIVAL '14 ～夏の魔物～
- 2014年09月09日 - MOJOMOJO vol.1
- 2014年09月14日 - 苦楽園フェスティバル
- 2014年09月20日 - ロッケンロー★サミット2014～渋谷死闘編～
- 2014年09月22日 - LITTLE BARRIE JAPAN TOUR 2014
- 2014年09月26日 - 宮川企画「マイセルフ、ユアセルフ」
- 2014年10月09日・10日 - 片山ブレイカーズ&ザ★ロケンローパーティ「KEDA-MONO/MONO-NOKE」ツアー
- 2014年10月12日 - MINAMI WHEEL 2014
- 2014年10月26日 - BOROFESTA 2014
- 2014年11月16日 - a flood of circle AFOC Tour "Golden Time Rock'n'Roll Show"
- 2014年11月29日 - GOODNESS circuit vol.1
- 2015年02月28日・05月30日・06月19日 - ガガガSP 全国行脚ツアー2015 「ガガガを聴いたらコンニチワ!!」
- 2015年03月28日 - IMAIKE GO NOW 2015
- 2015年04月05日・08月26日 - KOBE Goodies Collection
- 2015年04月24日 - FUZZ'Em All vol.6 KAGERO vs KING BROTHERS
- 2015年04月29日 - COMIN'KOBE15
- 2015年05月01日 - Droog presents 3ヶ月連続企画「VS」
- 2015年06月13日 - STORMY DUDES FESTA 2015
- 2015年08月04日 - TADZIO presents "VS"
- 2015年08月06日 - サンセット解体ショー ～ノム杯THE FINAL～
- 2015年09月12日 - AOMORI ROCK FESTIVAL '15 ～夏の魔物～
- 2015年09月13日 - WAKE ME!!! SHAKE ME!!!
- 2015年09月26日 - ロッケンロー★サミット2015～道玄坂電撃作戦～
- 2015年10月17日・18日 - LOSTAGE presents [生活 2015]
- 2015年12月13日 - CLUB ROOTS 10th Anniversary Special
- 2015年12月23日 - えびすロックフェスティバル'15
- 2016年01月23日・25日 - となりのバンドマンツアー2016